# Victoire de Montréal
La Victoire de Montréal, auparavant l'équipe de Montréal, est une équipe professionnelle féminine de hockey sur glace basée à Montréal au Québec. Elle est l'une des six équipes originelles de la Ligue professionnelle de hockey féminin (LPHF).

## Histoire
Le 29 août 2023, il est annoncé que l'une des six premières équipes de la LPHF serait située à Montréal. Le 1er septembre, Danièle Sauvageau, ancienne entraîneuse de l'équipe nationale canadienne de hockey féminin, est nommée première directrice générale de l'équipe. Le 15 septembre, Kori Cheverie, ancienne entraîneuse adjointe de l'équipe nationale canadienne de hockey féminin et première femme à avoir entraîné une équipe canadienne de hockey masculin, est nommée entraîneuse-cheffe de l'équipe,.
Les trois premières joueuses officielles de l'équipe de Montréal, Marie-Philip Poulin, Laura Stacey et Ann-Renée Desbiens, signent le 5 septembre 2023. Le 18 septembre, lors du repêchage 2023 de la LPHF, l'équipe de Montréal sélectionne 15 joueuses. Son premier choix, sélectionné au sixième rang au total, est Erin Ambrose, membre de l'équipe nationale canadienne de hockey féminin.
En octobre 2023, Éric Houde, entraîneur du Collège français de Longueuil, dans la Ligue de hockey junior AAA du Québec et ancien joueur du Canadiens de Montréal, est engagé par Danièle Sauvageau comme entraîneur adjoint de Kori Cheverie.
Les couleurs, bourgogne, beige et gris foncé, ainsi que les maillots de l'équipe sont officiellement dévoilés le 14 novembre 2023. L'équipe porte le maillot bourgogne lors de ses matchs à domicile et le beige lors de ses matchs à l'extérieur. Plus tard ce mois-là, il est révélé que les matchs de l'équipe se tiendraient à l'Auditorium de Verdun. Quelques matchs seront également disputés à la Place Bell, à Laval.
Marie-Philippe Poulin devient, le 29 décembre 2023, la première capitaine de l'équipe. Laura Stacy, Erin Ambrose et Kristin O'Neill sont nommées capitaines adjointes.
Le premier match de l'équipe montréalaise a lieu le 2 janvier 2024 face à l'équipe d'Ottawa; les 8 318 spectateurs à la TD Place Arena d'Ottawa ont établi un nouveau record d'assistance pour le hockey féminin professionnel. Claire Dalton marque le premier but de l'histoire de la franchise. Bien que Montréal soit mené à deux reprises durant le match, Ann-Sophie Bettez marque en prolongation pour assurer la première victoire de l'équipe, qui l'emporte par un score de 3-2.
Leur premier match à domicile, à l'Auditorium de Verdun, a lieu le 13 janvier 2023 contre l'équipe de Boston. Montréal s'incline en prolongation par la marque de 3-2.
Durant la première saison, l'équipe participe à deux autres parties qui établissent des records de foule. Deux parties contre l'équipe de Toronto qui les remportent les deux. Le premier match a lieu le 16 février 2024 au Scotiabank Arena, l'amphithéâtre des Maple Leafs de Toronto, devant une foule record de 19 285 spectateurs, la plus grande assistance pour un match de hockey féminin. Ce record est battu peu de temps après, le 20 avril 2024 au Centre Bell, l'amphithéâtre des Canadiens de Montréal, rempli à pleine capacité, soit 21 105 spectateurs,.

### Premier échange
L'équipe de Montréal effectue leur premier échange le 18 mars 2024, date limite des transactions dans la LPHF pour la saison 2024. Leur première transaction envoie l'attaquante Tereza Vanisova à l'équipe d'Ottawa, en retour de la défenseuse Amanda Boulier.

### Nom de l'équipe
Le 9 septembre 2024, l'équipe, connue jusque là sous le nom d'équipe de Montréal (PWHL Montreal en anglais), prend le nom officiel de Victoire de Montréal (Montreal Victoire en anglais).

Logo lors de la saison inaugurale.

## Équipe

### Alignement actuel
Dernière mise à jour : 29 novembre 2024,
| No    | Nom                     | Nat. | Position         | Arrivée                                  |
| ----- | ----------------------- | ---- | ---------------- | ---------------------------------------- |
| +030, | Sandra Abstreiter       |      | Gardienne de but | 2024 - libéré par la Charge d'Ottawa     |
| +023, | Erin Ambrose – A        |      | Défenseuse       | 2023 - repêchage                         |
| +003, | Cayla Barnes            |      | Défenseuse       | 2024 - repêchage                         |
| +024, | Abigail Boreen          |      | Attaquante       | 2024 - repêchage                         |
| +044, | Amanda Boulier          |      | Défenseuse       | 2024 - échange avec l'équipe d'Ottawa    |
| +020, | Elaine Chuli            |      | Gardienne de but | 2023 - repêchage                         |
| +042, | Claire Dalton           |      | Attaquante       | 2023 - repêchage                         |
| +026, | Clair DeGeorge          |      | Attaquante       | 2024 - libéré par le Frost du Minnesota  |
| +035, | Ann-Renée Desbiens      |      | Gardienne de but | 2023 - première joueuse                  |
| +028, | Catherine Dubois        |      | Attaquante       | 2024 - agente libre                      |
| +012, | Jennifer Gardiner       |      | Attaquante       | 2024 - repêchage                         |
| +018, | Mikyla Grant-Mentis     |      | Attaquante       | 2024 - libéré par l'équipe d'Ottawa      |
| +017, | Dara Greig              |      | Attaquante       | 2024 - repêchage                         |
| +002, | Mariah Keopple          |      | Défenseuse       | 2023 - agente libre                      |
| +071, | Anna Kjellbin           |      | Défenseuse       | 2024 - repêchage                         |
| +013, | Alexandra Labelle       |      | Attaquante       | 2024 - libéré par les Sirens de New York |
| +025, | Lina Ljungblom          |      | Attaquante       | 2023 - repêchage                         |
| +015, | Maureen Murphy          |      | Attaquante       | 2023 - repêchage                         |
| +043, | Kristin O'Neill         |      | Attaquante       | 2023 - repêchage                         |
| +029, | Marie-Philip Poulin – C |      | Attaquante       | 2023 - première joueuse                  |
| +007, | Laura Stacey – A        |      | Attaquante       | 2023 - première joueuse                  |
| +009, | Kati Tabin              |      | Défenseuse       | 2023 - repêchage                         |
| +005, | Anna Wilgren            |      | Défenseuse       | 2024 - repêchage                         |

### Joueuses blessées
| No    | Nom               | Nat. | Position   | Arrivée          |
| ----- | ----------------- | ---- | ---------- | ---------------- |
| +096, | Dominika Lásková  |      | Défenseuse | 2023 - repêchage |
| +022, | Kennedy Marchment |      | Attaquante | 2023 - repêchage |

### Réservistes
| No    | Nom              | Nat. | Position   | Arrivée             |
| ----- | ---------------- | ---- | ---------- | ------------------- |
| +008, | Gabrielle David  |      | Attaquante | 2023 - repêchage    |
| +004, | Catherine Daoust |      | Défenseuse | 2023 - agente libre |
| +051, | Kelly-Ann Nadeau |      | Défenseuse | 2024 - agente libre |

### Capitaine
- depuis 2023 : Marie-Philip Poulin

### Entraîneuse en cheffe
- depuis 2023 : Kori Cheverie

### Directrice générale
- depuis 2023 : Danièle Sauvageau